# Eccellenza Basilicata 2010-2011
Il campionato italiano di calcio di Eccellenza regionale 2010-2011 è stato il ventesimo organizzato in Italia. Rappresenta il sesto livello del calcio italiano. Questo è il girone organizzato dal comitato regionale della regione Basilicata.

## Stagione

### Novità
Dal campionato di Eccellenza Basilicata 2009-2010 era stato promosso in Serie D il Fortis Murgia, mentre il Banzi e l'Irsinese 1950 erano stati retrocessi nel campionato di Promozione Basilicata. Dal campionato di Promozione Basilicata 2009-2010 erano stati promossi in Eccellenza il Pietragalla, primo classificato, il Moliterno, secondo classificato, e il Miglionico, terzo classificato. Nessuna squadra lucana era stata retrocessa dalla Serie D 2009-2010.
L'"A.C. Ricigliano" ha cambiato denominazione in "A.S.D. Comprensorio Tanagro" con sede a Muro Lucano. L'"A.S.D. Policoro 2000" ha cambiato denominazione in "A.S.D. Policoro Heraclea". L'"A.S.D. Ruggiero Valdiano" ha cambiato denominazione in "A.S.D. GR Valdiano" e sede da Lauria a Lagonegro.
Il Potenza Sport Club, che era stato escluso dal campionato di Lega Pro Seconda Divisione per decisione del Consiglio Federale per un illecito sportivo, venne ammesso in sovrannumero al campionato di Eccellenza.
Sono 13 le squadre della provincia di Potenza, 4 quelle della Provincia di Matera.

### Formula
Le 17 squadre partecipanti disputano un girone all'italiana con partite di andata e ritorno per un totale di 32 giornate. La prima classificata viene promossa in Serie D. La seconda classificata viene ammessa agli spareggi nazionali per la promozione in Serie D. Le ultime due classificate vengono retrocesse direttamente nel campionato di Promozione.

## Squadre partecipanti
| Squadra                                | Città (provincia)       | Stagione 2009-2010              |
| -------------------------------------- | ----------------------- | ------------------------------- |
| A.S.D. Angelo Cristofaro Oppido Lucano | Oppido Lucano (PZ)      | 2º in Eccellenza Basilicata     |
| A.S.D. Atella Monticchio Vulture       | Atella (PZ)             | 4º in Eccellenza Basilicata     |
| Avigliano Calcio PZ                    | Avigliano (PZ)          | 14º in Eccellenza Basilicata    |
| Pol. AZ Picerno                        | Picerno (PZ)            | 13º in Eccellenza Basilicata    |
| A.S.D. Borussia Pleiade                | Marconia (MT)           | 6º in Eccellenza Basilicata     |
| A.S.D. Comprensorio Tanagro            | Muro Lucano (PZ)        | 5º in Eccellenza Basilicata     |
| Ferrandina Calcio                      | Ferrandina (MT)         | 15º in Eccellenza Basilicata    |
| A.S.D. GR Valdiano                     | Lagonegro (PZ)          | 3º in Eccellenza Basilicata     |
| Ass. Miglionico Calcio                 | Miglionico (MT)         | 3º in Promozione Basilicata     |
| Pol. Moliterno                         | Moliterno (PZ)          | 2º in Promozione Basilicata     |
| F.C. Murese 2000 Aurora                | Muro Lucano (PZ)        | 8º in Eccellenza Basilicata     |
| S.C. Pietragalla                       | Pietragalla (PZ)        | 1º in Promozione Basilicata     |
| A.S.D. Policoro Heraclea               | Policoro (MT)           | 10º in Eccellenza Basilicata    |
| Potenza S.C.                           | Potenza                 | 18º in Lega Pro Prima Divisione |
| A.S.D. Real Tolve                      | Tolve (PZ)              | 11º in Eccellenza Basilicata    |
| Pol. Viggiano                          | Viggiano (PZ)           | 7º in Eccellenza Basilicata     |
| C.S. Vultur                            | Rionero in Vulture (PZ) | 9º in Eccellenza Basilicata     |

## Classifica finale
|  | Pos. | Squadra                   | Pt | G  | V  | N  | P  | GF | GS | DR  |
|  | ---- | ------------------------- | -- | -- | -- | -- | -- | -- | -- | --- |
|  | 1.   | Angelo Cristofaro         | 69 | 32 | 21 | 6  | 5  | 69 | 29 | +40 |
|  | 2.   | Atella Monticchio Vulture | 58 | 32 | 17 | 7  | 8  | 52 | 36 | +16 |
|  | 3.   | Comprensorio Tanagro      | 54 | 32 | 16 | 6  | 10 | 55 | 39 | +16 |
|  | 4.   | GR Valdiano               | 54 | 32 | 15 | 9  | 8  | 47 | 44 | +3  |
|  | 5.   | Pietragalla               | 50 | 32 | 12 | 14 | 6  | 38 | 26 | +12 |
|  | 6.   | Viggiano                  | 48 | 32 | 12 | 12 | 8  | 39 | 26 | +13 |
|  | 7.   | Murese 2000 Aurora        | 46 | 32 | 12 | 10 | 10 | 53 | 34 | +19 |
|  | 8.   | Policoro Heraclea         | 45 | 32 | 11 | 12 | 9  | 34 | 32 | +2  |
|  | 9.   | Potenza                   | 43 | 32 | 13 | 8  | 11 | 45 | 36 | +9  |
|  | 10.  | AZ Picerno                | 40 | 32 | 11 | 7  | 14 | 43 | 42 | +1  |
|  | 11.  | Avigliano Calcio PZ       | 37 | 32 | 10 | 7  | 15 | 30 | 37 | -7  |
|  | 12.  | Real Tolve                | 37 | 32 | 10 | 7  | 15 | 39 | 48 | -9  |
|  | 13.  | Moliterno                 | 34 | 32 | 8  | 10 | 14 | 22 | 45 | -23 |
|  | 14.  | Vultur Rionero            | 33 | 32 | 8  | 9  | 15 | 35 | 52 | -17 |
|  | 15.  | Borussia Pleiade          | 31 | 32 | 8  | 7  | 17 | 33 | 59 | -26 |
|  | 16.  | Ferrandina                | 30 | 32 | 7  | 9  | 16 | 33 | 50 | -17 |
|  | 17.  | Miglionico                | 22 | 32 | 4  | 10 | 18 | 32 | 70 | -38 |

Legenda:
      Promossa in Serie D 2011-2012
      Ammessa ai play-off nazionali
      Retrocessa in Promozione 2011-2012
Note:
Tre punti a vittoria, uno a pareggio, zero a sconfitta.

## Risultati

### Tabellone
|                      | AZP  | Ang  | Ate  | Avi  | Bor  | Com  | Fer  | GRV  | Mig  | Mol  | Mur  | Pie  | Pol  | Pot  | RTo  | Vig  | Vul  |
| -------------------- | ---- | ---- | ---- | ---- | ---- | ---- | ---- | ---- | ---- | ---- | ---- | ---- | ---- | ---- | ---- | ---- | ---- |
| AZ Picerno           | –––– | 1-4  | 1-2  | 1-0  | 1-0  | 0-2  | 1-2  | 2-2  | 7-2  | 5-0  | 2-2  | 1-1  | 1-0  | 4-0  | 0-0  | 1-0  | 2-1  |
| Angelo Cristofaro    | 3-1  | –––– | 3-2  | 2-0  | 4-1  | 1-0  | 2-3  | 7-0  | 3-0  | 1-0  | 2-3  | 3-2  | 1-1  | 1-0  | 5-2  | 1-1  | 3-2  |
| Atella Monticchio    | 3-1  | 1-2  | –––– | 1-2  | 2-0  | 3-2  | 2-0  | 3-0  | 1-0  | 3-1  | 1-0  | 2-2  | 0-1  | 2-0  | 1-1  | 2-1  | 3-0  |
| Avigliano            | 0-2  | 1-0  | 0-2  | –––– | 0-1  | 0-1  | 1-0  | 2-0  | 4-0  | 0-0  | 0-0  | 2-0  | 0-1  | 1-0  | 1-1  | 0-0  | 1-3  |
| Borussia Pleiade     | 0-1  | 1-3  | 0-1  | 1-2  | –––– | 2-0  | 0-1  | 4-3  | 0-0  | 1-1  | 1-1  | 1-1  | 3-0  | 1-2  | 4-2  | 1-1  | 2-2  |
| Comprensorio Tanagro | 3-2  | 1-3  | 0-0  | 4-0  | 3-0  | –––– | 2-0  | 1-0  | 3-2  | 1-1  | 2-2  | 0-0  | 2-4  | 0-2  | 2-0  | 1-0  | 3-1  |
| Ferrandina           | 1-1  | 1-2  | 0-1  | 0-3  | 3-0  | 0-0  | –––– | 2-2  | 0-1  | 1-1  | 2-3  | 1-0  | 2-2  | 1-1  | 1-1  | 1-2  | 1-0  |
| GR Valdiano          | 2-0  | 0-0  | 3-2  | 2-1  | 2-1  | 4-3  | 3-1  | –––– | 4-1  | 1-0  | 1-0  | 1-0  | 3-0  | 1-0  | 4-3  | 2-2  | 1-0  |
| Miglionico           | 1-1  | 0-3  | 2-3  | 0-2  | 0-1  | 3-8  | 1-0  | 3-3  | –––– | 0-1  | 3-3  | 1-1  | 0-0  | 3-0  | 4-3  | 1-1  | 1-1  |
| Moliterno            | 1-2  | 0-0  | 2-3  | 1-0  | 1-2  | 0-1  | 1-0  | 0-0  | 1-1  | –––– | 0-4  | 1-0  | 1-0  | 1-0  | 3-1  | 0-1  | 3-0  |
| Murese Aurora 2000   | 2-1  | 0-0  | 2-2  | 2-0  | 5-1  | 0-1  | 6-1  | 0-0  | 3-1  | 4-0  | –––– | 0-1  | 1-1  | 0-1  | 0-1  | 3-2  | 4-0  |
| Pietragalla          | 1-0  | 1-0  | 3-0  | 0-0  | 5-0  | 1-0  | 2-2  | 0-0  | 3-0  | 1-1  | 1-0  | –––– | 1-1  | 0-3  | 1-0  | 1-1  | 2-0  |
| Policoro Heraclea    | 3-0  | 0-2  | 1-0  | 2-0  | 1-2  | 3-2  | 1-1  | 2-1  | 3-0  | 0-0  | 0-0  | 1-1  | –––– | 0-0  | 0-0  | 0-0  | 3-1  |
| Potenza              | 1-0  | 0-3  | 2-2  | 2-2  | 5-1  | 1-4  | 0-3  | 2-0  | 3-0  | 5-0  | 3-0  | 1-1  | 1-1  | –––– | 3-0  | 0-0  | 4-2  |
| Real Tolve           | 1-0  | 1-1  | 1-1  | 3-2  | 4-1  | 0-2  | 3-1  | 1-0  | 1-0  | 3-0  | 1-3  | 0-1  | 0-2  | 1-1  | –––– | 0-1  | 2-0  |
| Viggiano             | 1-1  | 3-1  | 1-1  | 3-1  | 3-1  | 1-1  | 3-0  | 0-1  | 2-0  | 3-0  | 1-0  | 1-2  | 1-0  | 0-2  | 3-0  | –––– | 2-0  |
| Vultur               | 1-0  | 1-3  | 2-0  | 2-2  | 0-0  | 3-1  | 2-1  | 1-1  | 1-1  | 1-1  | 1-0  | 2-2  | 2-0  | 1-0  | 1-2  | 1-1  | –––– |